# Просвітництво сьогодні. Аргументи на користь розуму, науки та прогресу
Просвітництво сьогодні. Аргументи на користь розуму, науки та прогресу (англ. Enlightenment Now: The Case for Reason, Science, Humanism, and Progress)  – книга відомого канадсько-американського вченого Стівена Пінкера, яка є продовженням його видання «The Better Angels of Our Nature» (2011 р.) Вперше вийшла 13 лютого 2018 року в американському видавництві «Viking Press». Українською мовою книга перекладена та опублікована         2019 року видавництвом «Наш формат» (перекладач – Олена Любенко).

## Огляд книги
Автор книги «Просвітництво сьогодні» стверджує, що саме просвітницькі цінності розуму, науки та гуманізму є рушійними силами прогресу. Стівен Пінкер співвідносить наш прогрес із даними, що стосуються здоров'я, процвітання, безпеки, миру і щастя, котрі мають тенденцію зростати в усьому світі.

## Основний зміст
Автор показує загальну картину людського прогресу, та стверджує, що довше живуть люди здорові, вільні та щасливі. Стверджує, що будь-які проблеми людства можна вирішити. Варто лише використовувати розум та наукові знання. 
Стівен Пінкер закликає відступити від моторошних заголовків і пророцтв про кінець світу, які лише грають на наших психологічних упередженнях. Замість цього, пропонує поглянути на 75 графіків, де показано, що зростання людських цінностей наразі відбувається не лише на Заході, а й в усьому світі. Цей прогрес не є результатом якоїсь космічної сили. Це - дар Просвітництва: переконання в тому, що розум та наука можуть сприяти процвітанню людини.
Видання «Просвітництво сьогодні» детально обґрунтовує ті ідеали, які нам потрібні для світового прогресу.

## Додаткова інформація
У січні 2018 року Білл Гейтс написав позитивний відгук на книгу «Просвітництво сьогодні». Він назвав її «моя нова улюблена книга» («my new favorite book»), та заявив, що загалом із її технооптимізмом погоджується. Однак попередив, Пінкер занадто швидко заперечив ідею, що штучний інтелект зможе коли-небудь призвести до вимирання людства. Посилаючись на зацікавленість читача через схвалення Білом Гейтсом, «Viking Press» переніс дату публікації книги з 27 лютого 2018 року на 13 лютого 2018 року.

## Переклад українською
- Стівен Пінкер. Просвітництво сьогодні. Аргументи на користь розуму, науки та прогресу / пер. Олена Любенко. - К.: Наш Формат, 2019. - ISBN 978-617-7682-76-8.